# Benjamin Sisko
„Benjamin Sisko” este un personaj fictiv din serialul TV Star Trek: Deep Space Nine din franciza Star Trek. 
Este interpretat de Avery Brooks.
Benjamin Sisko este ofițerul Flotei Stelare aflat în funcția de comandant al stației Deep Space Nine. La începutul serialului, el este prezentat ca văduv îndurerat (soția sa fusese ucisă de specia Borg în Bătălia de la Wolf 359) și tată al unui tânăr adolescent, Jake. Sisko și Jadzia Dax descoperă gaura de vierme bajorană, pe care bajoranii o consideră a fi sălașul profeților, zeii și protectorii lor. Bajoranii îl consideră pe Sisko a fi emisarul profeților, un înalt statut religios care la început îl incomodează. Datorită capacităților sale excepționale de conducător, la sfârșitul sezonului trei, el este promovat de la rangul de comandor la cel de căpitan și devine unul dintre comandații cheie ai forțelor Federației împotriva Dominionului. Aflăm de asemenea că mama sa biologică fusese un profet ce posedase corpul femeii care fusese prima soție a tatălui său. După nașterea lui Sisko, profetul a ieșit din corpul femeii, aceasta părăsindu-l imediat pe tatăl acestuia. Sisko a fost de fapt crescut de mama sa vitregă și de tatăl său; cu toate acestea, i se insuflase impresia că mama sa vitregă era cea adevărată.